# Joute nautique alsacienne

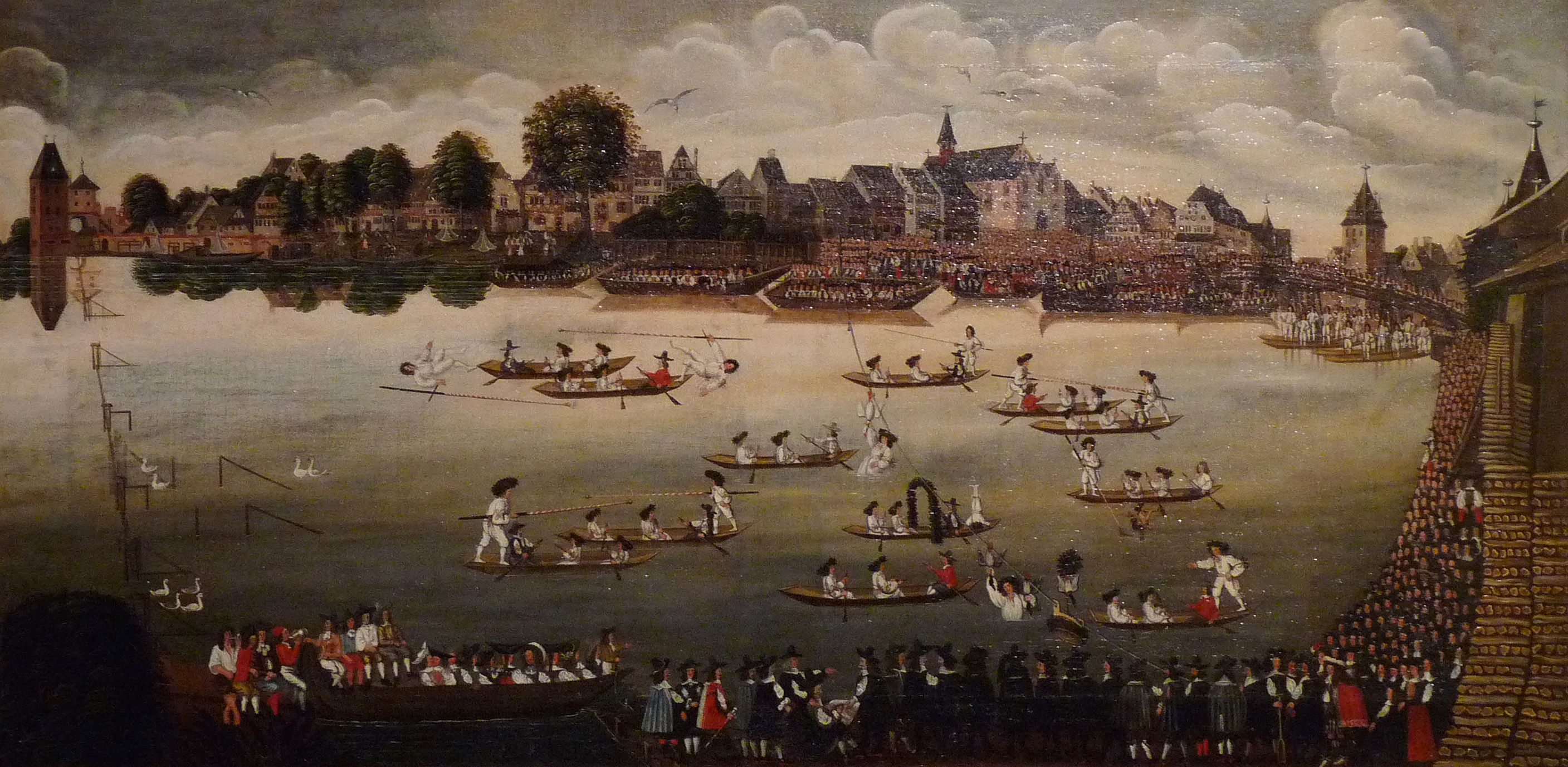
Les joutes nautiques, 1666, huile sur toile.
Composé par Léonard Baldner et peint par Johann Walter le Jeune
Coll. Musée historique de Strasbourg

La joute nautique alsacienne est un sport pratiqué en Alsace depuis le Moyen Âge. Elle est l’une des cinq variantes de joute nautique reconnues par la Fédération française de joute et de sauvetage nautique.

## Histoire
Au Moyen Âge, Strasbourg connaît une importante activité commerciale, le Rhin et l’Ill servant à acheminer les marchandises au cœur de la cité jusqu’à l’Ancienne douane.

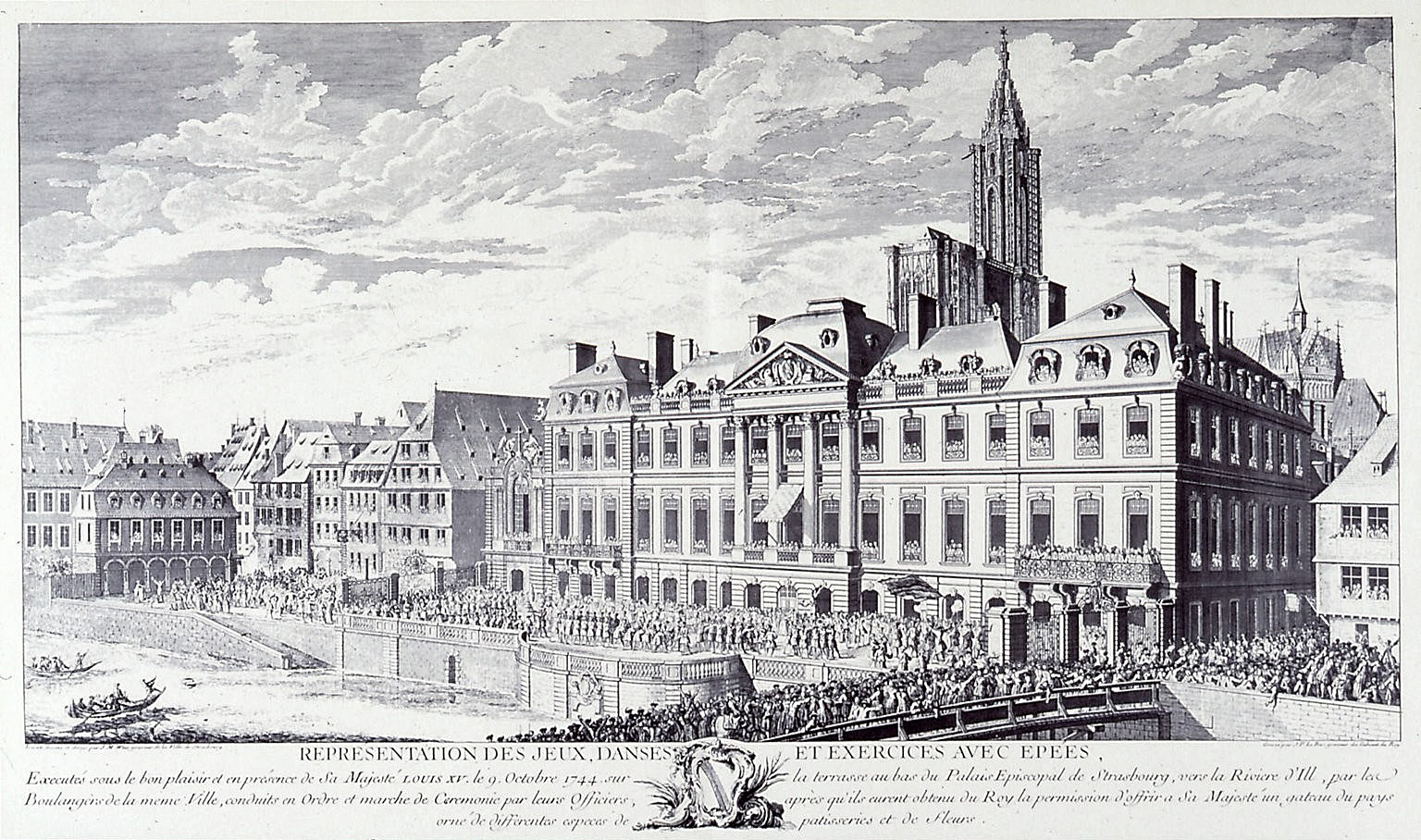
Joutes devant le palais Rohan à l'occasion de la visite de Louis XV.

Ce sont les deux plus importantes corporations marchandes de Strasbourg, les bateliers et les pêcheurs qui sont à l’origine des joutes alsaciennes. Ils se servaient de leurs embarcations et organisaient des tournois sur l’Ill pour imiter les joutes équestres des chevaliers.

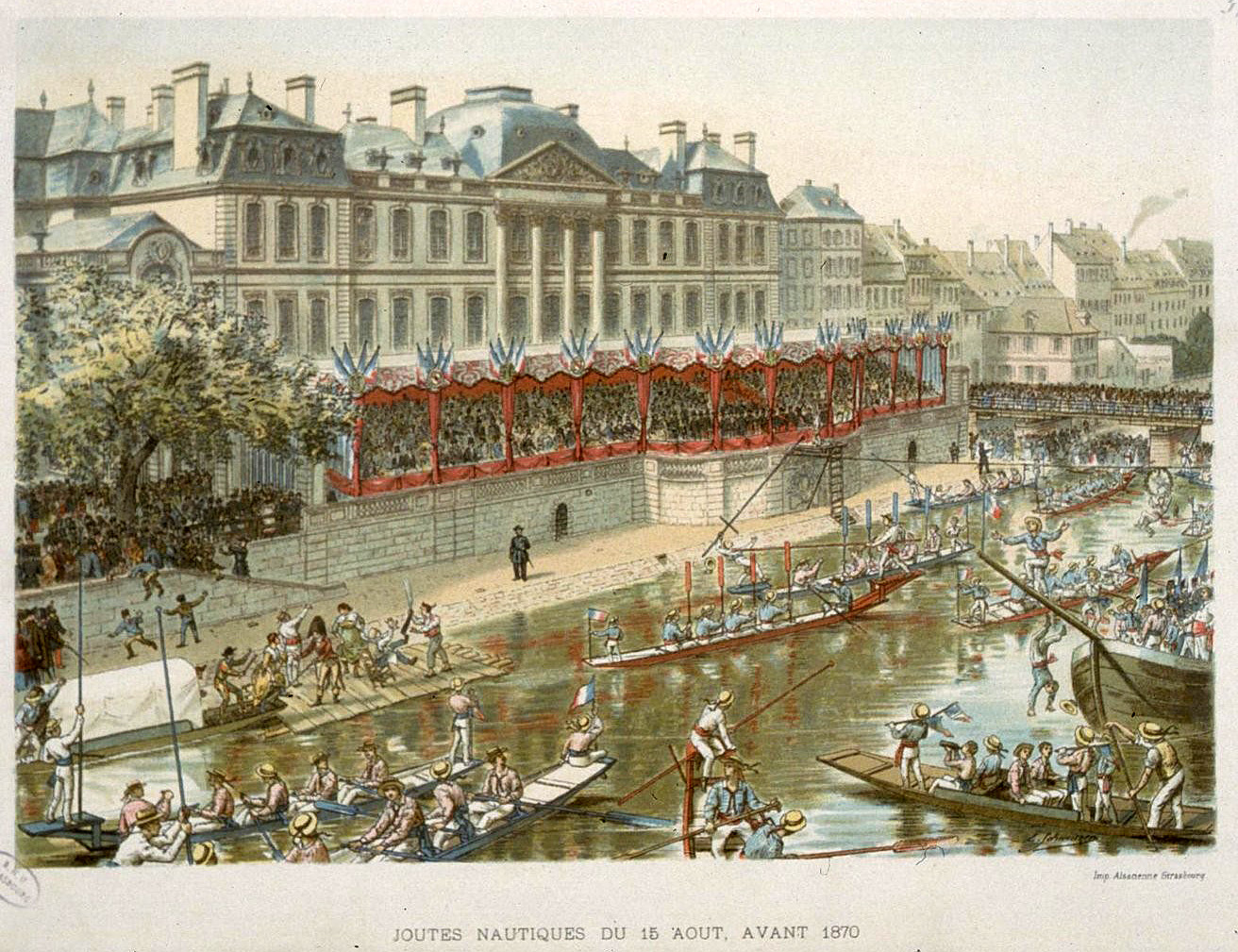
Joutes nautiques du 15 août (avant 1870)

C’est le 20 juillet 1377 qu’ont lieu les premières joutes nautiques dans Strasbourg.
À l’occasion de la visite  du roi Louis XV les 7 et 8 octobre 1744, puis pour la visite de l’impératrice Joséphine à Strasbourg, de grandes fêtes populaires sont organisées autour de joutes nautiques devant le palais Rohan.
Le 20 juillet 1852, des joutes ont lieu à Strasbourg pour l’inauguration du chemin de fer de Paris à Strasbourg, en l’honneur du prince-président Louis Napoléon Bonaparte.
Les dernières compétitions de joute alsacienne ont été organisées devant le Palais Rohan en 1988 au cours des commémorations du bimillénaire de la ville. Depuis cette date, elles n’étaient plus autorisées intra-muros en raison de la mauvaise qualité de l’eau de l’Ill. Les compétitions se déroulent depuis sur le lac du Baggersee situé sur la commune d'Illkirch-Graffenstaden.
En 2016, la ville de Strasbourg annonce le retour des joutes nautiques sur leur site historique du quai des Bateliers à l’occasion du réaménagement du site.
Trois sociétés nautiques alsaciennes pratiquent toujours ce sport. Hors d’Alsace, les joutes alsaciennes sont pratiquées par des sociétés de la région parisienne, de la région orléanaise, du Nord, et du Nord-Est de la France, et par un grand nombre de sociétés allemandes, autrichiennes, belges et suisses.

## Règles

### L’équipage

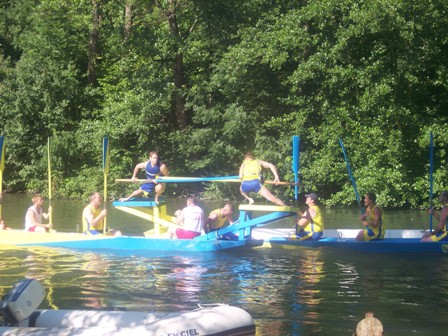
Joutes alsaciennes sur le lac du Baggersee

Il est composé de six personnes : un jouteur et quatre rameurs, barrés par un capitaine.
La joute alsacienne se démarque des autres types de joute nautique : elle aligne quatre rameurs assis les uns derrière les autres à cheval sur un banc central. Chaque rameur est équipé d’un seul aviron tenu sur le plat-bord par une dame de nage. Autre particularité, les rameurs alsaciens désarment leurs avirons et les dressent verticalement à l’intérieur de leur embarcation.
Dans les tournois de joutes, le barreur est chargé de manœuvrer la barque à l’aide d’un stachelrime, une rame semblable à une pagaie et qui sert d’aviron de gouverne. Elle a la particularité de comporter à la base deux pics métalliques destinés à dégager la barque d’un obstacle ou de la berge. Il est responsable de la sécurité des jouteurs et des rameurs, car les deux bateaux se croisent à moins de 20 centimètres l’un de l’autre.
La rotation jouteur-rameurs qui s’exerce au sein de l’équipe entre les manches, confère à la joute alsacienne un caractère éminemment sportif.

### Les barques
Les barques sont longues d’environ 10 m et larges de 1,40 m. La plateforme où se positionne le jouteur est surélevée d’un mètre au-dessus de la surface de l’eau.

### La technique
Le jouteur se tient la jambe droite tendue en arrière, la jambe gauche en avant genou fléchi, sur une plate-forme appelée le bock montée à l’arrière du bateau. Il est armé d’une lance longue de 3,50 m et terminée par un tampon de cuir qu’il tient des deux mains, la gauche sur l’avant de la traverse de la lance, la droite sur l’arrière. Il affronte le coup de lance de son adversaire poitrine nue. Il est pieds nus, son short et son maillot sont couleurs de sa société.
Le jouteur qui a mis son adversaire à l’eau, doit ensuite faire tourner deux fois sa lance au-dessus de la tête, sous peine de perdre les points de sa victoire.